# Temporada 2011-2012 del Club Joventut Badalona
La temporada 2011-2012 va ser la 73a temporada en actiu del Club Joventut Badalona des que va començar a competir de manera oficial. La Penya va disputar la seva 56a temporada a la màxima categoria del bàsquet espanyol. Va acabar la competició en l'11a posició, fora de les places que donaven accés a disputar els play-offs pel títol, dues posicions per sobre que a la temporada anterior, tot i que no es va classificar per jugar la Copa del Rei. Va ser la primera temporada de Salva Maldonado a la banqueta en la seva segona etapa al club. Va ser la primera temporada amb la denominació FIATC Joventut.

## Resultats
Lliga Endesa
A la Lliga Endesa finalitza la fase regular en l'onzena posició de 18 equips participants, quedant fora de les places que donaven accés a disputar els play-offs pel títol. En 34 partits disputats de la fase regular va obtenir un bagatge de 16 victòries i 18 derrotes, amb 2.493 punts a favor i 2.562 en contra (-69).
Lliga Catalana
A la Lliga Catalana, disputada a Manresa, el FIATC Joventut va perdre la final davant el FC Barcelona per 94 a 54.

## Plantilla
La plantilla del Joventut aquesta temporada va ser la següent:
| Club Joventut Badalona: plantilla 2011-12 |                    |            |      |
| #                                         | Jugador            | Pos.       | A.   |
| 4                                         | Jordi Trias        | Aler pivot | 2.06 |
| 9                                         | Nacho Llovet       | Aler pivot | 2.02 |
| 11                                        | Albert Oliver      | Base       | 1.87 |
| 12                                        | Eulis Báez         | Aler pivot | 2.01 |
| 13                                        | Derrick Obasohan   | Aler       | 2.00 |
| 15                                        | Pooh Jeter         | Base       | 1.79 |
| 17                                        | Henk Norel         | Pivot      | 2.12 |
| 19                                        | Pere Tomàs         | Aler       | 2.00 |
| 21                                        | Latavious Williams | Pivot      | 2.02 |
| 22                                        | David Jelínek      | Aler       | 1.94 |
| 31                                        | Lubos Barton       | Aler       | 2.02 |
| 40                                        | Federico Van Lacke | Escorta    | 1.91 |

| Club Joventut Badalona: staff 2011-12 |                      |
| Nom                                   | Funció               |
| Salva Maldonado                       | Entrenador           |
| José A. Samaniego                     | Entrenador assistent |
| Lluís Riera                           | Entrenador assistent |

| Jugadors del planter amb minuts al 1r equip |                 |            |      |              |
| #                                           | Jugador         | Pos.       | A.   | Participació |
| 6                                           | Ferran Bassas   | Base       | 1.81 | 3 partits    |
| 14                                          | Marko Todorovic | Aler Pivot | 2.08 | 5 partits    |
| 16                                          | Albert Ventura  | Escorta    | 1.91 | 4 partits    |
| 24                                          | Àlex Barrera    | Escorta    | 1.96 | 12 partits   |

### Baixes
| Baixes a l'inici de temporada |            |
| Jugador                       | Pos.       |
| Russell Robinson              | Base       |
| Josep Franch                  | Base       |
| Quinton Hosley                | Aler       |
| Dimitri Flis                  | Aler pivot |
| Carl English                  | Escorta    |
| Will McDonald                 | Pivot      |

| Baixes durant la temporada |       |
| Jugador                    | Pos.  |
| Christian Eyenga           | Aler  |
| Pape Sow                   | Pivot |